# Хронологія рекордів Європи з шосейного бігу на 10 кілометрів серед чоловіків
Рекорди Європи з бігу на 10 кілометрів визнаються Європейською легкоатлетичною асоціацією з-поміж результатів, які показали європейські легкоатлети на шосейній дистанції, за умови дотримання встановлених вимог.

## Хронологія рекордів
| Результат                              | Атлет                    | Місто змагань | Дата змагань | Примітки | Відео            |
| -------------------------------------- | ------------------------ | ------------- | ------------ | -------- | ---------------- |
| 27.46                                  | Джон Трейсі Ірландія     | Фінікс        | 02.03.1985   |          |                  |
| 27.44                                  | Мо Фара Велика Британія  | Лондон        | 31.05.2010   |          |                  |
| 27.32                                  | Жульєн Вандерс Швейцарія | Дурбан        | 14.10.2018   | [ 1 ]    |                  |
| 27.25                                  | Жульєн Вандерс Швейцарія | Уй            | 30.12.2018   | [ 2 ]    |                  |
| 27.13                                  | Жульєн Вандерс Швейцарія | Валенсія      | 12.01.2020   | [ 3 ]    |                  |
| 27.13                                  | Домінік Лобалу Швейцарія | Валенсія      | 14.01.2024   | [ 4 ]    |                  |
| 27.07                                  | Джиммі Грессьє Франція   | Лілль         | 17.03.2024   | [ 5 ]    |                  |
| 27.04                                  | Етьєн Дагінос Франція    | Лілль         | 16.11.2024   | [ 6 ]    |                  |
| 26.53                                  | Андреас Альмгрен Швеція  | Валенсія      | 12.01.2025   | [ 7 ]    | Відео на YouTube |
| 0 років, 76 днів від дати встановлення |                          |               |              |          |                  |